# Swara Bhaskar
 (juin 2018).
Si vous disposez d'ouvrages ou d'articles de référence ou si vous connaissez des sites web de qualité traitant du thème abordé ici, merci de compléter l'article en donnant les références utiles à sa vérifiabilité et en les liant à la section « Notes et références ».
Swara Bhaskar est une actrice indienne née le 9 avril 1988. Elle a commencé sa carrière en 2009 dans le film Madholan Keep Walking de Jai Tank.

## Polémique sur la scène de masturbation
Dans le film Veere Di Wedding, elle apparaît dans une scène de masturbation très soft (elle est dans un lit, il n'y a pas de nudité). cette scène a déclenché une polémique en Inde, notamment à cause des élections locales en Lok Sabha.

## Filmographie

### Cinéma
| Année | Film                                 | Rôle                 | Réalisateur               | Partenaire(s)                                   | Notes                                        |
| ----- | ------------------------------------ | -------------------- | ------------------------- | ----------------------------------------------- | -------------------------------------------- |
| 2009  | Madholal Keep Walking                | Sudha M. Dubey       | Jai Tank                  | Subrat Dutta                                    |                                              |
| 2010  | Guzaarish                            | Radhika Talwar       | Sanjay Leela Bhansali     | Hrithik Roshan, Aishwarya Rai, Aditya R. Kapoor |                                              |
| 2010  | The Untitled Kartik Krishnan Project | Swara Bhaskar / Maya | Srinivas Sunderrajan      |                                                 |                                              |
| 2011  | Tanu Weds Manu                       | Payal Sinha Singh    | Aanand L. Rai             | Madhavan, Kangana Ranaut, Jimmy Shergill        |                                              |
| 2011  | Chillar Party                        | Battle Hour Anchor   | Vikas Bahl, Nitesh Tiwari |                                                 |                                              |
| 2013  | Listen... Amaya                      | Amaya Krishnamoorthy | Avinash Kumar Singh       |                                                 |                                              |
| 2013  | Aurangzeb                            | Suman                | Atul Sabharwal            | Arjun Kapoor                                    |                                              |
| 2013  | Raanjhanaa                           | Bindiya              | Aanand L. Rai             | Dhanush, Sonam Kapoor, Abhay Deol               | Titre tamoul « Ambikapathy »                 |
| 2013  | Sabki Bajegi Band                    | Jaya                 | Anirudh Chawla            |                                                 |                                              |
| 2014  | Machhli Jal Ki Rani Hai              | Ayesha Saxena        | Debaloy Dey               |                                                 |                                              |
| 2015  | Tanu Weds Manu Returns               | Payal Sinha Singh    | Aanand L. Rai             | Madhavan, Kangana Ranaut, Jimmy Shergill        |                                              |
| 2015  | Prem Ratan Dhan Payo                 | Rajkumari Chandrika  | Sooraj R. Barjatya        | Salman Khan, Sonam Kapoor, Neil Nitin Mukesh    | Titre français : "Un trésor appelé Amour "   |
| 2015  | X: Past Is Present                   | Aunty                | Nalan Kumarasamy          | Anshuman Jha, Yog Japee                         | Film choral Segment : "Summer Holiday"       |
| 2016  | Nil Battey Sannata                   | Chanda Sahay         | Ashwiny Iyer Tiwari       | Ratna Pathak Shah                               | Titre français : "Chanda, une mère indienne" |
| 2017  | Anaarkali of Aarah                   | Anarkali             | Avinash Das               | Sanjay Mishra, Pankaj Tripathi                  |                                              |
| 2018  | Veere Di Wedding                     | Sakshi Soni          | Shashanka Ghosh           | Kareena Kapoor, Sonam Kapoor, Shikha Talsania   |                                              |

### Télévision
| Année     | Emission                                            | Rôle        | Chaîne         | Commentaires      |
| --------- | --------------------------------------------------- | ----------- | -------------- | ----------------- |
| 2014      | Samvidhaan: The Making of the Constitution of India | Animatrice  | Rajya Sabha TV | Mini-série        |
| 2015-2017 | Rangoli                                             | Animatrice  | DD National    |                   |
| 2016-2017 | It's Not That Simple                                | Meera       | Voot           | Série Web         |
| 2017      | Son Of Abish                                        | Invitée     | Hotstar        | Talk-show comique |
| 2018      | Naagin                                              | Sakshi Soni | Viacom         | Episode 3.1       |